# Фрамхейм

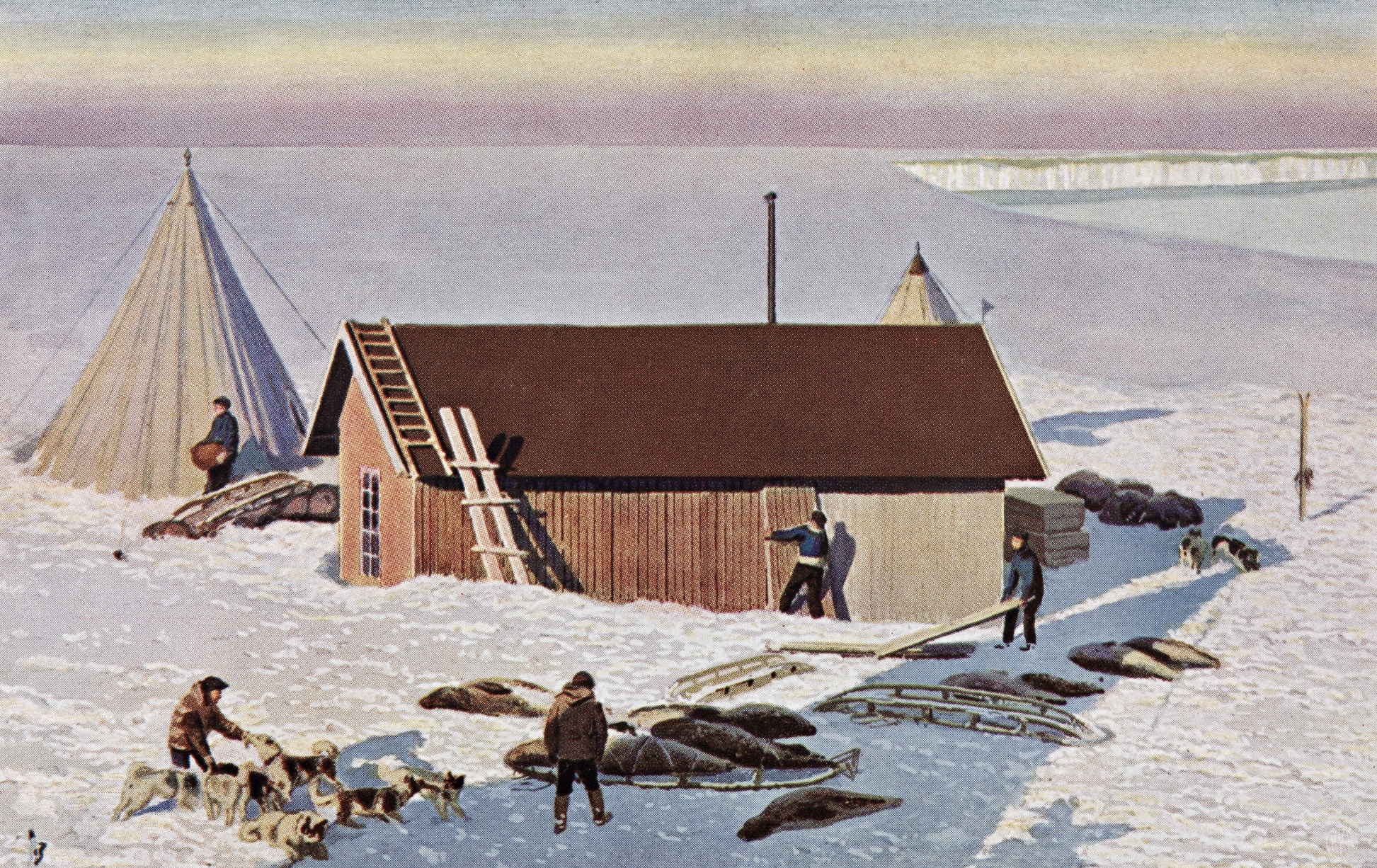
Строительство «Фрамхейма» на почтовой открытке. Художник Андреас Блох, 1912 год

Фрамхе́йм (норв. Framheim — «Фрамовский» дом) — стационарная база экспедиции Руаля Амундсена в Антарктиде, предназначенная для зимовки перед походом к Южному полюсу. Располагалась на шельфовом леднике Росса в Китовой бухте примерно в 4 км от морского побережья. В те времена считалось, что это область материка (судя по картам Росса 1842 г. и Шеклтона 1908 г., не было обламываний барьера с образованием айсбергов). Функционировала с 21 января 1911 г. по 30 января 1912 г.

## Строительство и обустройство

План Фрамхейма из книги Амундсена «Южный полюс»

Основой базы был деревянный жилой дом, построенный в саду усадьбы Амундсена в 1910 г. братьями Хансом и Йоргеном Стюбберудами, причём Йорген в качестве приза за отличное качество работы был включён в состав экспедиции. Официально дом назывался для прессы «Обсервационной будкой», так как план похода в Антарктику скрывался. Это вызывало много недоумения: 

Обычно под наблюдательным пунктом разумеют относительно простое сооружение, в котором можно укрыться от непогоды и ветра. Наш дом был на диво капитальным: тройные стены, двойной пол и потолок. Меблировка — десять удобных коек, плита и стол, к тому же с новёхонькой клеенкой.
— Ну, ладно, я ещё могу допустить, что им хочется наблюдать в тепле и с удобствами, — говорил Хельмер Хансен, — но клеёнка на столе, этого я не понимаю.

Позднее дом был разобран для складирования на «Фраме» и вновь собран уже на месте зимовки (Бьяландом и Стюбберудом), причём пол был углублён в лёд на 120 см. Перевозка строительных материалов проходила 14-16 января 1911 г., под крышу дом был подведён уже 21 января. Новоселье отпраздновали 28 января, перевезя более 900 ящиков с провиантом. Дом имел размер 8 на 4 м в длину и ширину, высота от конька крыши до пола — 4 м. Жилой отсек имел площадь 24 кв. м., там располагался общий стол и 10 коек вдоль стен (6 с одной стороны, 4 — с другой в два яруса). Так как членов экспедиции было только 9 (Амундсен, Хансен, Бьяланд, Вистинг, Хассель, Йохансен, Линдстрём, Преструд и Стубберуд), вместо одной койки были установлены хронометры. Стол мог подтягиваться к потолку, чтобы не загромождать помещения. Кухонный блок имел размер 2 на 4 метра, а кухонный очаг был единственным отопительным средством. Для теплоизоляции был устроен чердак, в котором хранились деликатесные продукты и спиртное, а также библиотека (всего 80 книг). Там же располагалась фотолаборатория (экспедиция располагала и съёмочным киноаппаратом).
Стены были из трёхдюймовых (ок. 7 см.) досок с воздушной и картонной изоляцией. Пол и потолок были двойными, крыша — одинарная, стены — в четыре доски. Двери были герметически подогнаны к косякам. Окон два в торцовых стенах: с тройной рамой в жилом отсеке, с двойной — на камбузе. Крыша толевая, пол дополнительно был обит линолеумом. Освещался дом 200-свечовыми газокалильными лампами фирмы «Люкс», которые также давали тепло. Вентиляция осуществлялась через две шахты и вытяжную трубу камбуза. По Амундсену, 24 июня 1911 г. при топке камбуза углём, температура в доме повышалась до +35 °C.
Дом не имел фундамента, и крепился к земле четырьмя угловыми столбами и шестью рым-болтами (длиной 1 м), ввинченными в лёд. Крыша дополнительно крепилась цепями.
Помимо жилого дома, «Фрамхейм» включал 15 шестнадцатиместных армейских палаток с брезентовым полом. Палатки держались на центральном шесте и четырёх кольях. В палатках располагались собаки, хранились горючие материалы и свежее мясо (в январе-феврале команда заготовила более 60 т. тюленины для людей и собак). Уже в марте 1911 г. дом был сильно занесён снегом, после чего зимовщики построили тамбур, чтобы не выходить прямо на мороз. Постепенно в сугробе были выкопаны туннели для добычи свежего питьевого льда, а также устроены мастерские, баня (сидячая сухая баня, нагреваемая от двух примусов) и санузел. При помощи примуса в ледяных помещениях поддерживалась положительная температура, одновременно собиралась талая вода, идущая на хозяйственные нужды. Амундсен стремился к тому, чтобы хотя бы несколько часов в день члены команды могли уединяться. Работы в жилом помещении, за исключением портняжных, запрещались.

## Походы 1911—1912 года

### Зимовка

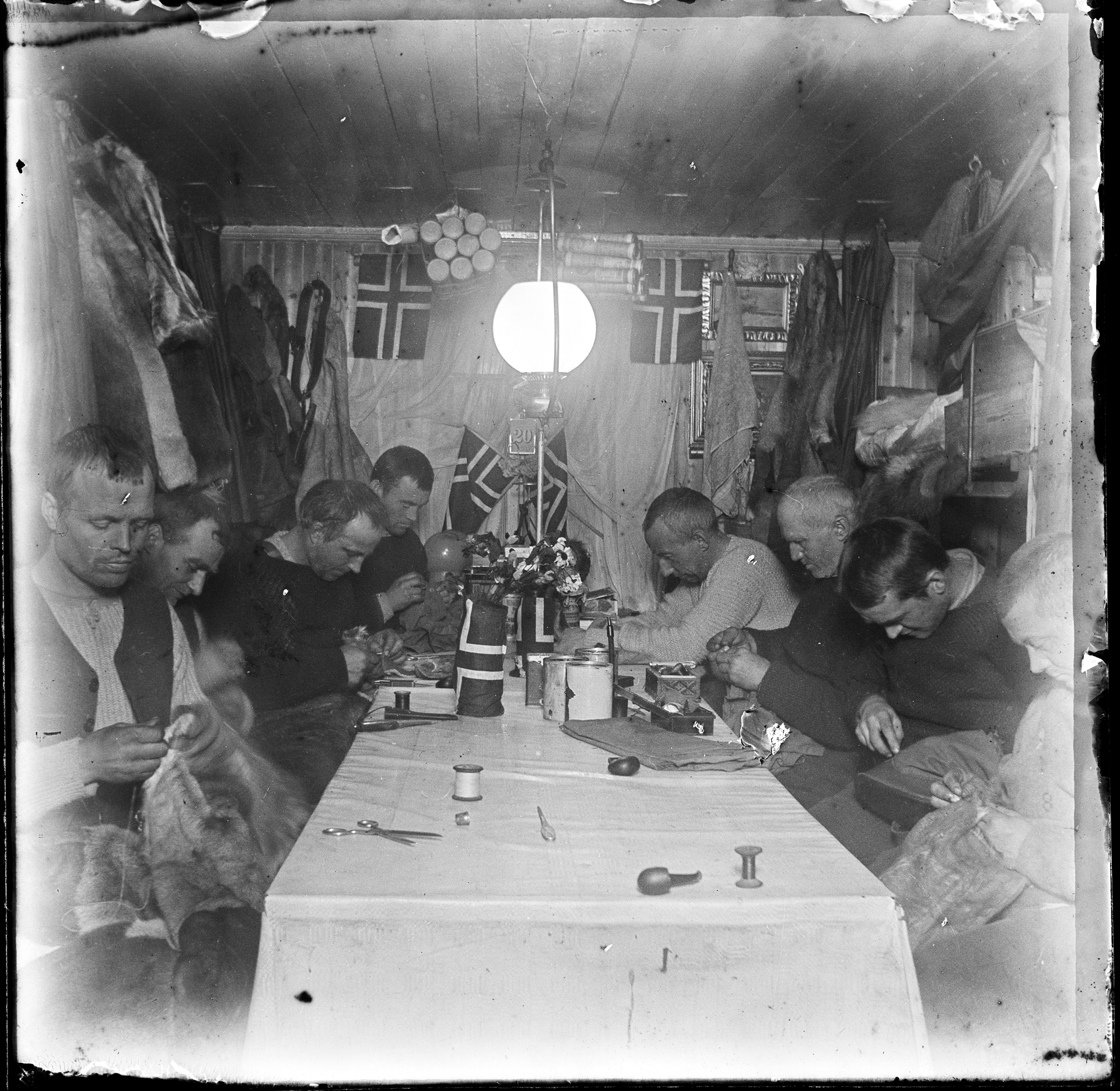
Команда Амундсена занимается подгонкой одежды во «Фрамхейме» полярной зимой 1911 года. Амундсен — первый справа, рядом с ним Ялмар Йохансен

«Фрам» ушёл из Китовой бухты 15 февраля 1911 г. В период с февраля по апрель, команда Амундсена успела совершить три разведочных похода на юг до 84 ю.ш., куда были заброшены более 1200 кг провианта и была размечена трасса. Первоначально в качестве вех использовались бамбуковые шесты с флажками, но когда они закончились, была использована сушёная рыба. Эти вехи надёжно служили исследователям. Полярная ночь на широте «Фрамхейма» началась 24 апреля 1911 г. и длилась до 21 августа. Зимовка проходила в благоприятной обстановке. Зимовщики имели граммофон и набор пластинок, в основном, классического репертуара. Для развлечения служили карты и дартс, а также чтение. Амундсен вспоминал, что во «Фрамхейме» особой популярностью пользовался детектив «Экспресс Рим — Париж». Яльмар Йохансен писал в дневнике:

12 апреля: мы живём теперь поистине роскошно, при хорошей еде и хороших напитках. Сегодня подали великолепный обед: куриный суп, жареную телячью грудинку, спаржу, на десерт — пудинг, из напитков — водку, портвейн, фруктовую воду, кофе и ликёр «Бенедиктин». В двери уже стучится Пасха — впереди целая неделя отдыха и беззаботной жизни. Сегодня вечером настал черёд мне и Преструду основательно помыться: после ужина для двоих человек есть возможность принять в кухне ванну, и не воспользоваться этим было бы грешно

(В своё время Нансен считал алкогольные напитки огромным злом в полярных экспедициях. Амундсен придерживался противоположного мнения, поэтому на зимовке, как и во время плавания «Фрама», команда получала водочный паёк по средам и воскресениям, а также в праздники. В санных походах спиртное исключалось.)
Первая попытка похода к Южному полюсу была предпринята ещё 8 сентября 1911 года, но при температуре −56 °C лыжи не скользили, а собаки не могли спать. В полюсный отряд в августе входили: Амундсен, Вистинг, Йохансен, Хансен, Бьяланд и Хассель. 15 сентября Амундсен фактически бросил своих людей и вернулся на базу, после чего Йохансен высказал командиру свои претензии, и был исключён из полюсного отряда. Во второй раз команда стартовала 19 октября, и 14 декабря достигла Южного полюса. Весь поход на дистанцию 2993 км при экстремальных условиях (подъём и спуск на плато высотой 3000 м при постоянной температуре ниже −40 °C и сильных ветрах) занял 99 дней. В среднем команда проходила по 30 км в день.
В ноябре-декабре 1911 года Кристиан Престрюд, Йорген Стюбберуд и Яльмар Йохансен совершили короткий санный поход к Земле короля Эдуарда VII, предполагая отыскать Южный магнитный полюс. Это им не удалось. Хранителем базы весь этот период выступал кок экспедиции — Адольф Хенрик Линдстрём.
«Фрам» вторично прибыл в Китовую бухту 9 января 1912 года. 30 января 1912 года в 20:30 по местному времени база была навсегда оставлена. Недоиспользованным остался запас провианта, керосина и угля минимум на полтора года вперёд. Амундсен надеялся, что эти запасы пригодятся будущим экспедициям.

## Дальнейшая судьба
Несмотря на кратковременность существования станции, её посетили представители ещё двух экспедиций: лейтенант Кемпбелл — командир барка «Terra Nova» экспедиции Скотта 4 февраля 1911 г. и лейтенант Нобу Сирасэ (白瀬矗, Shirase Nobu, 1861—1946) — командир японской экспедиции на «Кайнан-Мару» 16 января 1912 г. После 1912 г., насколько можно судить, базой никто не пользовался.
С 1928 г. «Фрамхейм» не существует: от шельфового ледника откололся айсберг, который унёс остатки станции в океан.

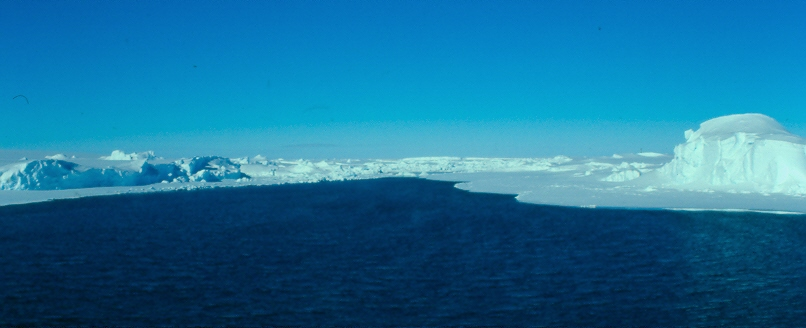
Панорама Китовой бухты. В этих местах располагался «Фрамхейм»